# ۳۴۶ (پیش از میلاد)
۳۴۶ (پیش از میلاد) ۳۴۶مین سال قبل از تقویم میلادی است.